# Szaghap
Szaghap – wieś w Armenii, w prowincji Ararat. W 2011 roku liczyła 913 mieszkańców.